# Aberfeldy, Skottland
Aberfeldy är en ort i Storbritannien.   Den ligger i kommunen Perth and Kinross och riksdelen Skottland, i den norra delen av landet, 600 km norr om huvudstaden London. Aberfeldy ligger 87 meter över havet och antalet invånare är 1 937.
Terrängen runt Aberfeldy är huvudsakligen kuperad, men åt sydost är den platt. Aberfeldy ligger nere i en dal. Runt Aberfeldy är det mycket glesbefolkat, med 5 invånare per kvadratkilometer. Närmaste större samhälle är Pitlochry, 12,3 km nordost om Aberfeldy. I omgivningarna runt Aberfeldy växer i huvudsak blandskog.